# ベッペ・グリッロ
ベッペ・グリッロ（イタリア語: Beppe Grillo、イタリア語発音: [ˈbɛppe ˈɡrillo]、1948年7月21日 - ）は、イタリアのコメディアン、俳優、ブロガー、政治活動家。本名はジュゼッペ・ピエロ・グリッロ (Giuseppe Piero Grillo) 。2009年にジャンロベルト・カザレッジョと、五つ星運動を結成した。

## 経歴
リグーリア州ジェノヴァに生まれる。会計士の勉強をしたが、大学を卒業することはなかった。その後、あるオーディションで即興の一人芝居をした結果、ウケが良かったためコメディアンの道を志す。その2週間後にテレビ司会者のピッポ・バウドに見出され、Secondo Voi というバラエティー番組に1977年から1978年まで出演。1979年にはエンツォ・トラパニの Luna Park やバラエティー番組 Fantastico にも出演した。
1980年代には Te la do io l'America （1982年、全4話）と Te lo do io il Brasile （1984年、全6話）という番組で、アメリカ合衆国やブラジルを訪れた経験を語った。これがもとで、Grillometro という別の番組では主役を務めた。

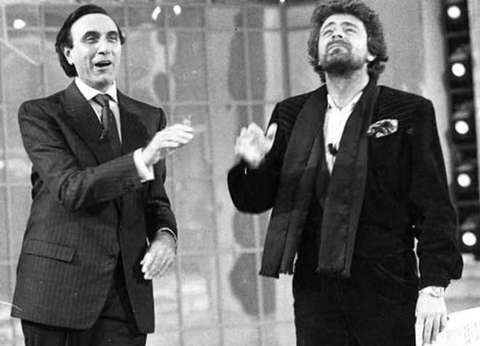
ピッポ・バウードと共演するグリッロ（1970年代）

まもなく、グリッロのパフォーマンスはイタリアの政治家を攻撃する政治風刺の色合いを帯び始める。1987年には Fantastico 7 という土曜日の夜のテレビ番組で、中華人民共和国を訪問したベッティーノ・クラクシ首相を痛烈に攻撃した。その結果、グリッロは公共放送から出入り禁止処分を受けた。

### テレビからの追放
1990年代の初めから、グリッロはテレビ番組にあまり出演しなくなった。1993年にグリッロがイタリア放送協会 (RAI) に生出演することが認められたときには、1,500万人という記録的な視聴者数を集めた。グリッロはしばしば、RAIを自らのプロパガンダに悪用している政党に資金を融通しているとして、公共放送であるRAIを非難している。
グリッロは追放処分とされたものの、五つ星運動の大会の模様は、政治討論番組をはじめとするテレビ番組で頻繁に放映される。2014年5月19日には、深夜の人気政治討論番組 Porta a Porta に出演するため、グリッロがRAIを訪れた。これは同年の欧州議会議員選挙の選挙運動の一環であった。同日の Porta a Porta は300万人が視聴した。その後、グリッロはイタリア中で公演を行っている。そのテーマにはエネルギーの利用や政財界の汚職、財政、言論の自由、児童労働、グローバル化、テクノロジーなどがある。

### インターネット活動
グリッロはブログを開設しており、毎日更新を行っている。Technoratiによると、そのアクセス数は世界で10位以内に入る。2008年、『ガーディアン』はグリッロを世界で最も影響力のあるブロガーの1人に挙げた。グリッロはアントニオ・ディ・ピエトロ（元インフラ相）やファウスト・ベルティノッティ（元代議院議長）、レンゾ・ピアノ、ダリオ・フォ、ジョセフ・E・スティグリッツ、ダライ・ラマ14世、ムハマド・ユヌスなどの著名人から手紙を受け取っている。イタリア政治への関与を深めるにつれて、グリッロはウェブが直接民主主義や公正な社会を実現するための新たな可能性を持つことを強調するようになった。したがって、グリッロはイタリアにおけるデジタル・ユーロピアニズムの中心人物となっている。

## 政治活動

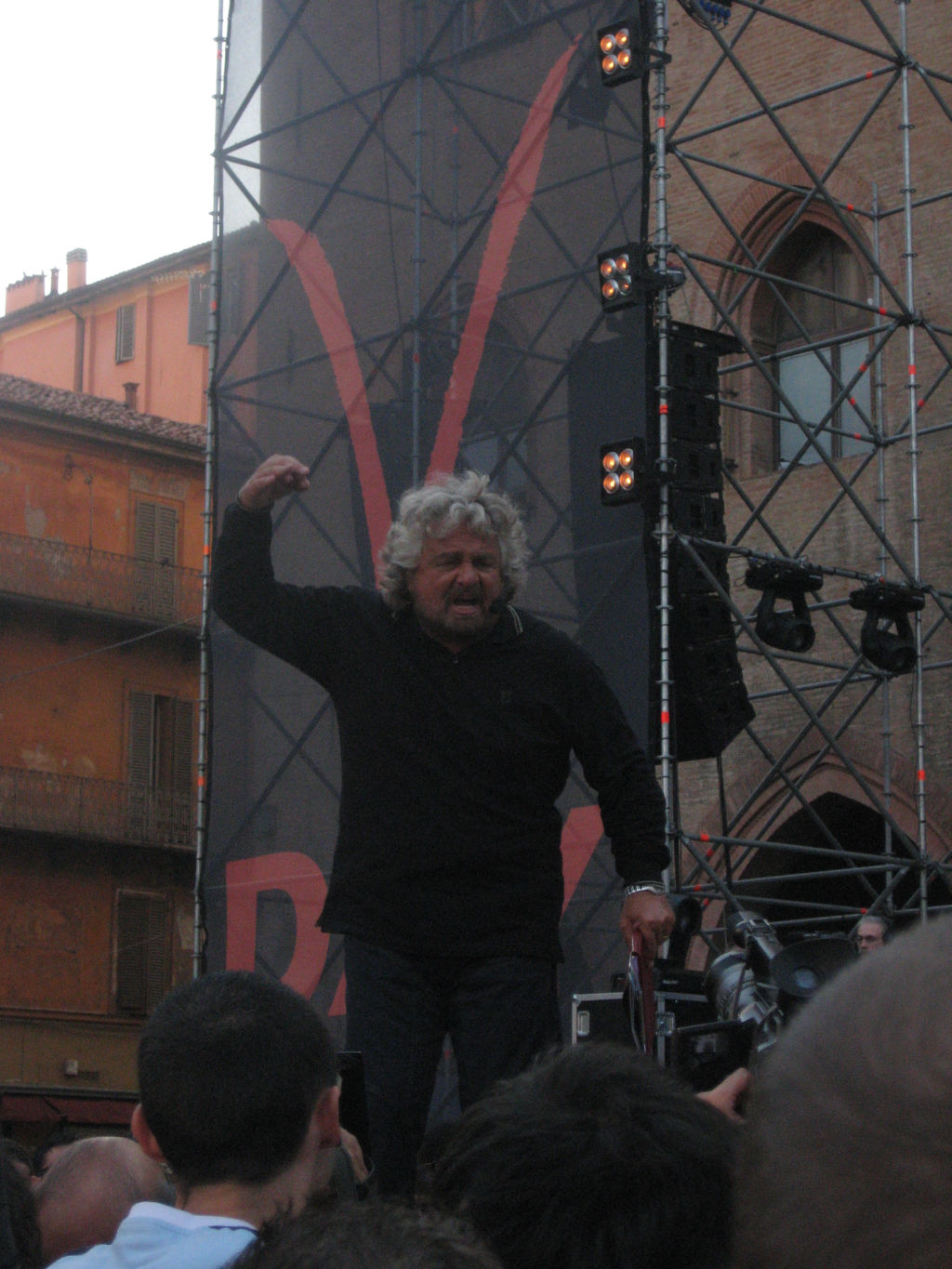
ボローニャのV運動で演説するグリッロ

2005年9月1日、グリッロは自らのブログの読者から寄せられた資金を使って、イタリアの新聞『ラ・レプッブリカ』に全面広告を掲載した。それはアントンヴェネタ銀行の不祥事に関連して、当時のアントニオ・ファツィオ・イタリア銀行総裁の辞任を求める内容だった。2005年10月、『タイム』誌は汚職や財務上の不祥事に対する追及から、グリッロを「欧州のヒーロー2005」のひとりに選定した。
2005年11月22日にはインターナショナル・ヘラルド・トリビューンにも全面広告を出し、そこで「有罪判決を受けた国会議員は、たとえそれが第一審であったとしても市民を代表すべきでない」と主張した。グリッロは有罪判決を受けたイタリアの国会議員の名簿を自らのブログに掲載し、定期的に更新している 。2007年7月26日にはブリュッセルの欧州議会で発言が認められ、イタリア政治の状態に議員の注目を向けた。

### V運動
グリッロはこれまで、国内外のいくつかの政治運動を率いてきた。2007年9月8日には、イタリアで「Vの日の祝祭」を組織した。このVは、イタリア語でくそったれを意味する vaffanculo の頭文字である。このイベントでグリッロは、汚職や課税逃れ、殺人教唆などの罪で有罪判決を受けた24人のイタリアの政治家の名前を挙げた。このイベントには200万人以上のイタリア人が参加した。グリッロはまた、このイベントの参加者に、法案の住民発議制度の導入を求める請願書に署名するよう求めた。これは、有罪判決を受けたイタリアの国会議員の除名を図ったものであった。
第2回の「Vの日」は、2008年4月25日にトリノで行われた。そこでは、政府から財政支援を受けているイタリアの報道機関がやり玉に挙げられた。グリッロはイタリアの報道の自由の欠如だけでなく、火葬に対する支持を表明したウンベルト・ヴェロネージ元厚生相、イタリア国内の北大西洋条約機構 (NATO) 基地、シルヴィオ・ベルルスコーニをはじめとする政治家、Europa 7に割り振られた周波数をいまだ引き渡さない Rete 4 というテレビ局などを厳しく批判した。
2008年8月にはオーストラリア放送協会の国際情勢番組 Foreign Correspondent で、グリッロが取り上げられた。「道化師の貴公子」 (The Clown Prince) と題されたリポートでは、グリッロの暮らしぶりや政治活動、Vの日運動、インターネットを政治活動のツールとして利用していることなどが紹介された。

### 五つ星運動

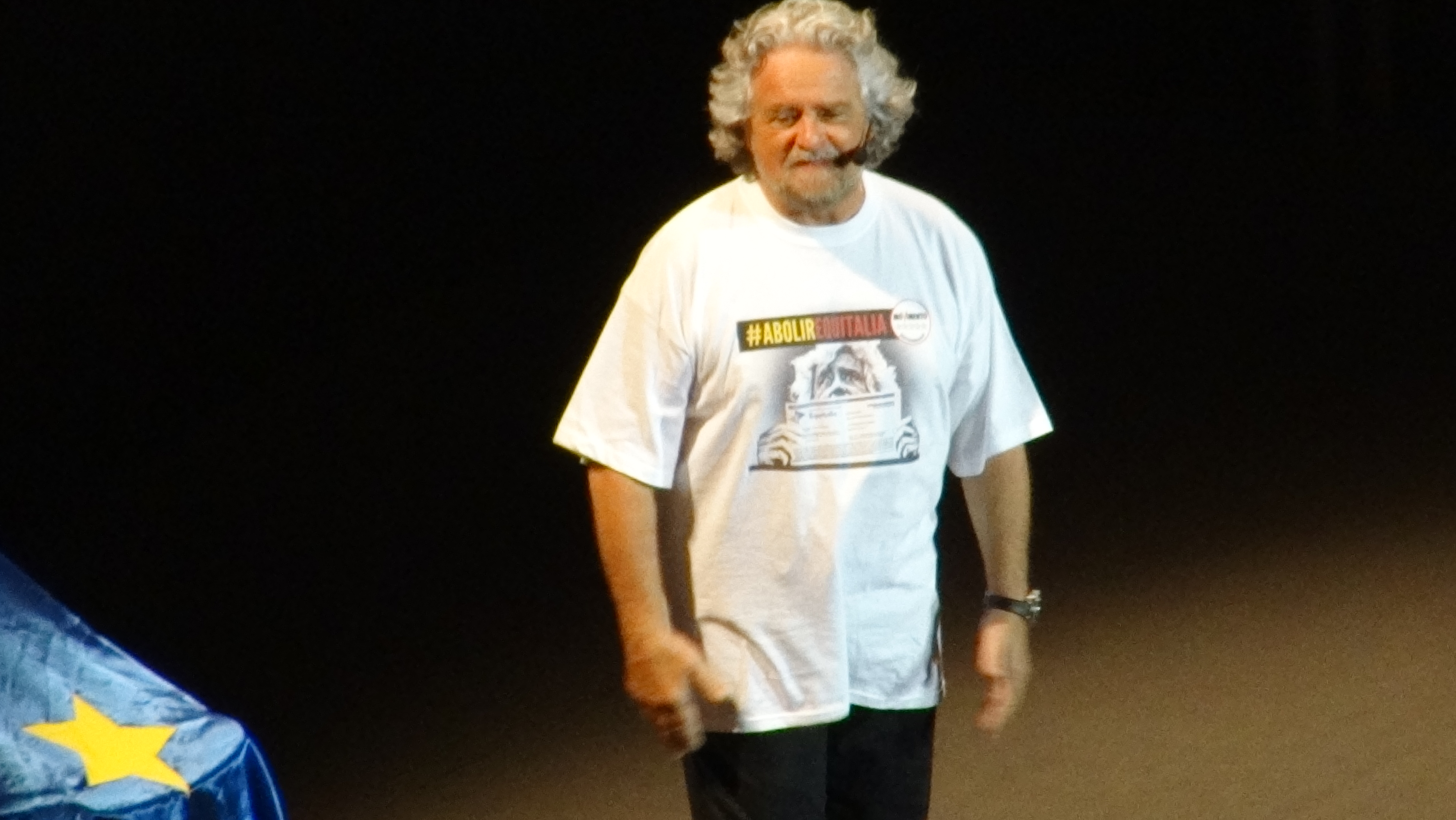
ローマで遊説中のグリッロ（2014年）

2010年、グリッロは五つ星運動という政治運動を旗揚げした。これはインターネットを介して、誠実や直接民主主義に関する自らの理想を広めることを企図したものであった。まもなく同運動は政党に発展し、2010年の地方選挙では4人の地方議会議員が誕生した。2012年の地方選挙ではさらに勢いを増し、全体の得票数で3位につけたほか、パルマの市長選挙で勝利した。
2013年の総選挙では25.5%を得票し、代議院（下院）選挙の得票率では2位につけた。しかし、政党連合に有利な選挙制度のため、獲得議席数は109（定数630）にとどまった。欧州議会では、五つ星運動は自由と直接民主主義のための欧州 (EFDD) という会派に所属している。
2014年にグリッロは、イタリアのユーロ圏残留に関する国民投票を実施するため、400万人の署名を集めることをねらっていると明らかにした。

## 法的な問題
1980年、グリッロは自動車事故で3人を死亡させ、過失致死の有罪判決を受けた。
2003年には、リータ・レーヴィ＝モンタルチーニをテレビ番組に出演した際に「売女のばばあ」と呼び、名誉毀損で訴えられた。
イタリアの司法がパルマラット社の不祥事を審理していた際、グリッロは証人喚問を受けたことがある。それは、グリッロがテレビ番組のなかで、同社がまもなく破産することを予測していたためであった。予測に成功した理由を判事から問われたグリッロは、「パルマラット社の財務上の苦境は、知性のある人なら誰でも見いだせるほど明らかだった。同社の決算書は容易に入手できたのだから」と述べた。

## 批判
グリッロはその生活習慣をよく批判される。特に、環境保護を掲げていながらモーターヨットやフェラーリのスポーツカーを所有していることは、批判の的となった。自らのブログのなかでグリッロは、双方とも所有していることを認め、批判を受けて売却したと述べた。このことを民主党の書記長から攻撃された際には、長年給料を稼いできたしそれらにかかる税金も払っていると主張した。
グリッロはまた、恩赦に反対していたにもかかわらず、ベルルスコーニ政権が2001年に与えた年次恩赦を利用したとも非難されている。
グリッロは、犯罪歴のある国会議員は公職から追放されるべきと提案している。グリッロは自動車事故で過失運転致死の有罪判決を受けたことがあるため、これが実現すると、グリッロは公職に就任できない。これに関して、グリッロは国政に進出する意思はないと述べているが、2009年7月には、民主党の予備選に出馬する意向を表明した。
グリッロはまた、些細な問題で政治家を攻撃するにもかかわらず、自らは有効な対案を示せないデマゴーグとも呼ばれる。イタリアの有名漫談家であるダニエーレ・ルッタッツィは、ニュース雑誌 MicroMega のウェブサイトに2007年に掲載された公開書簡のなかでグリッロを批判した。ルッタッツィはグリッロを「デマゴーグ」や「ポピュリスト」などと非難し、グリッロは諷刺か政治のどちらかを選ぶべきだと主張した。
2013年3月、『デア・シュピーゲル』誌は論説記事のなかで、グリッロを「欧州で最も危険な男」と呼び、その発言を反民主的と評した。また、グリッロのエネルギーは反抗心から生じていると述べ、グリッロとベニート・ムッソリーニを比較したイギリスの作家、ニコラス・ファレルの言葉を引用した。

## 出演作品
映画
- Cercasi Gesù (1982)
- 『戦争の狂人』 (Scemo di guerra, 1985)
- Topo Galileo (1987)

このほか、2008年にはグリッロを題材にしたドキュメンタリー The Beppe Grillo Story が製作され、アルジャジーラ・イングリッシュで放映された。